# Bitter (Familienname)
Bitter ist ein deutscher Familienname.

## Namensträger
- Achim Bitter (* 1960), deutscher Künstler
- Albert Bitter (1848–1926), deutscher Priester, Apostolischer Vikar von Schweden
- Andreas W. Bitter (* 1961), deutscher Forstwissenschaftler
- Arthur Bitter (1821–1872), Schweizer Schriftsteller und Journalist
- Bruno Bitter SJ (1898–1988), deutscher Jesuit
- Carl Hermann Bitter (1813–1885), deutscher Staatsmann und Musikschriftsteller
- Christian Bitter (1878–1950), deutscher Politiker
- Christina von Bitter (* 1965), deutsche Künstlerin
- Claudia Bitter (* 1965), österreichische Schriftstellerin und Übersetzerin
- Damian Bitter (1785–1819), preußischer Landrat des Kreises Kreuznach
- Dieter Bitter-Suermann (* 1937), deutscher Mikrobiologe und Hochschullehrer
- Erich Bitter (1933–2023), deutscher Unternehmer
- Ernst Bitter (1809–1843), preußischer Verwaltungsjurist
- Eva Bitter (* 1973), deutsche Springreiterin
- Francis Bitter (1902–1967), US-amerikanischer Physiker
- Franz Bitter (1865–1924), deutscher Richter und Politiker, MdR
- Friedrich Wilhelm Heinrich Bitter (1798–1870), deutscher Hofbeamter und Kabinettsdirektor
- Georg Bitter (Botaniker) (1873–1927), deutscher Botaniker
- Georg Bitter (Verleger) (1921–2012), deutscher Verleger
- Georg Bitter (Jurist) (* 1968), deutscher Rechtswissenschaftler
- Gottfried Bitter (1936–2023), deutscher römisch-katholischer Theologe
- Hermann Bitter (Politiker, 1893) (1893–1945), deutscher Politiker (NSDAP), Bürgermeister von Brackwede
- Hermann Bitter (Lehrer) (1893–1980), deutscher Lehrer
- Hermann Bitter (Politiker, 1897) (1897–1982), deutscher Politiker (Zentrum), MdL Oldenburg
- Hinrich Bitter-Suermann (* 1940), deutscher Chirurg und Hochschullehrer
- Johannes Bitter (* 1982), deutscher Handballtorhüter
- Joshua Bitter (* 1997), deutscher Fußballspieler
- Jürgen Bitter (* 1943), deutscher Journalist und Autor
- Karl Bitter (Bildhauer) (1867–1915), österreichischer Bildhauer
- Karl Hermann Bitter (1813–1885), deutscher Staatsmann und Musikschriftsteller, siehe Carl Hermann Bitter
- Kees Bitter (1919–1945), niederländischer Widerstandskämpfer und Verräter
- Konstantin Bitter (* 1989), deutsch-Schweizer Volleyballtrainer
- Lisa Bitter (* 1984), deutsche Schauspielerin
- Margarethe Bitter (1902–1997), Konsulin der Bundesrepublik Deutschland
- Maximilian von Bitter (1856–1927), deutscher Generalleutnant
- Norbert Bitter (1786–1851), österreichischer Maler und Zeichner
- Pieter de Bitter (um 1620–1666), niederländischer Seeoffizier
- Reinhard Bitter (1943–2010), deutscher Maler
- Reinhard A. Bitter (1906–1998), deutscher Geschäftsführer des Beamtenheimstättenwerkes Berlin und Hameln
- Rena Bitter, US-amerikanische Diplomatin
- Rudolf von Bitter der Ältere (1811–1880), deutscher Beamter und Stiftungspräsident
- Rudolf von Bitter der Jüngere (1846–1914), deutscher Verwaltungsjurist, Richter und Politiker
- Rudolf von Bitter (Landrat) (1880–1957), deutscher Staatsbeamter, Landrat und Wirtschaftsfunktionär
- Rudolf von Bitter (Journalist) (* vor 1955), deutscher Journalist, Literaturkritiker, Übersetzer und Herausgeber
- Rudolf von Bitter Rucker, siehe Rudy Rucker (* 1946), US-amerikanischer Mathematiker, Informatiker, Science-Fiction-Autor und Philosoph
- Sabine Bitter (* 1960), österreichische Fotografin und bildende Künstlerin
- Stephan Bitter (* 1942), deutscher evangelischer Kirchenhistoriker
- Walter Bitter (1894–1964), deutscher Ministerialrat und Landrat
- Wilhelm Bitter (1886–1964), deutscher Verleger und Politiker (Zentrum, CDU)
- Willy L. Bitter (* 1936), deutscher Bildhauer